# Jordan Harris
Jordan Harris (Donalsonville, 9 ottobre 1997) è un cestista statunitense.